# Patrick Elias Palmstingl
Patrick Elias Palmstingl (* 5. Februar 2003) ist ein österreichischer Handballspieler.

## Karriere
Palmstingl begann in seiner Jugend bei der HSG Bärnbach/Köflach Handball zu spielen. Im März 2020 stand der Linkshänder, im Spiel gegen Bregenz Handball, das erste Mal im Kader der ersten Mannschaft und nahm damit an einem Spiel der Handball Liga Austria teil. Seit der Saison 2021/22 läuft Palmstingl regelmäßig für die Kampfmannschaft auf.

## Saisonstatistik

### HLA Meisterliga
| Saison    | Verein               | Spielklasse     | Spiele | Tore | 7-Meter   | Feldtore |
| --------- | -------------------- | --------------- | ------ | ---- | --------- | -------- |
| 2019/20   | HSG Bärnbach/Köflach | HLA Meisterliga | 1      | 0    | 0/0       | 0        |
| 2021/22   | HSG Bärnbach/Köflach | HLA Meisterliga | 22     | 19   | 0/0       | 19       |
| 2022/23   | HSG Bärnbach/Köflach | HLA Meisterliga | 23     | 15   | 0/0       | 15       |
| 2023/24   | HSG Bärnbach/Köflach | HLA Meisterliga | 27     | 20   | 0/1       | 20       |
| 2024/25   | HSG Bärnbach/Köflach | HLA Meisterliga | 28     | 50   | 0/0       | 50       |
| 2020–2024 | gesamt               | HLA Meisterliga | 102    | 104  | 0/1 (0 %) | 104      |